# Campeonato de los Cuatro Continentes de Patinaje Artístico sobre Hielo de 2016
El XVIII Campeonato de los Cuatro Continentes de Patinaje Artístico sobre Hielo se celebró en Taipéi (Taiwán) entre el 18 y el 21 de febrero de 2016 bajo la organización de la Unión Internacional de Patinaje sobre Hielo (ISU) y la Asociación  de Patinaje sobre Hielo.
Las competiciones se realizaron en la Arena de Taipéi.

## Resultados

### Masculino
| Puesto | Nombre       | País   | Puntos |
| ------ | ------------ | ------ | ------ |
| Oro    | Patrick Chan | Canadá | 290,21 |
| Plata  | Jin Boyang   | China  | 289,83 |
| Bronce | Yan Han      | China  | 271,55 |

### Femenino
| Puesto | Nombre          | País           | Puntos |
| ------ | --------------- | -------------- | ------ |
| Oro    | Satoko Miyahara | Japón          | 214,91 |
| Plata  | Mirai Nagasu    | Estados Unidos | 193,86 |
| Bronce | Rika Hongo      | Japón          | 181,78 |

### Parejas
| Puesto | Nombre                        | País           | Puntos |
| ------ | ----------------------------- | -------------- | ------ |
| Oro    | Sui Wenjing / Han Cong        | China          | 221,91 |
| Plata  | Alexa Scimeca / Chris Knierim | Estados Unidos | 207,96 |
| Bronce | Yu Xiaoyu / Jin Yang          | China          | 187,33 |

### Danza en hielo
| Puesto | Nombre                          | País           | Puntos |
| ------ | ------------------------------- | -------------- | ------ |
| Oro    | Maia Shibutani / Alex Shibutani | Estados Unidos | 181,62 |
| Plata  | Madison Chock / Evan Bates      | Estados Unidos | 174,64 |
| Bronce | Kaitlyn Weaver / Andrew Poje    | Canadá         | 173,85 |

## Medallero
| Núm. | País           | Oro | Plata | Bronce | Total |
| ---- | -------------- | --- | ----- | ------ | ----- |
| 1    | Estados Unidos | 1   | 3     | 0      | 4     |
| 2    | China          | 1   | 1     | 2      | 4     |
| 3    | Canadá         | 1   | 0     | 1      | 2     |
| 3    | Japón          | 1   | 0     | 1      | 2     |
|      | TOTAL          | 4   | 4     | 4      | 12    |